# Herz-Jesu-Kirche (Osnabrück)

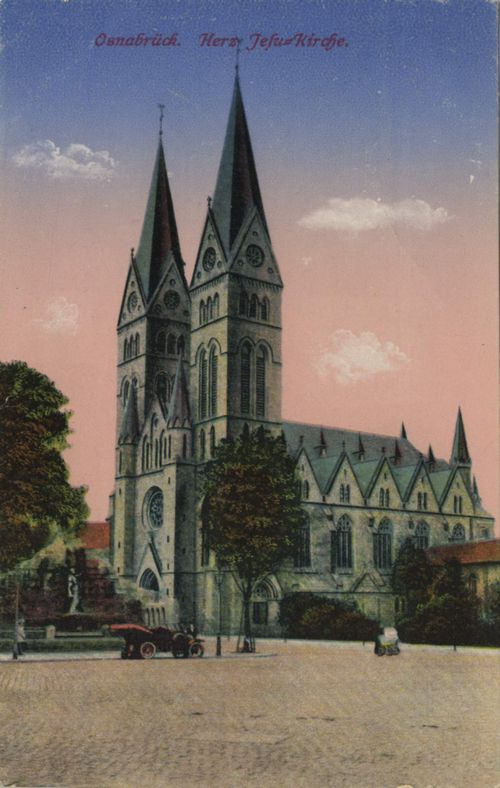
Herz-Jesu-Kirche im frühen 20. Jahrhundert

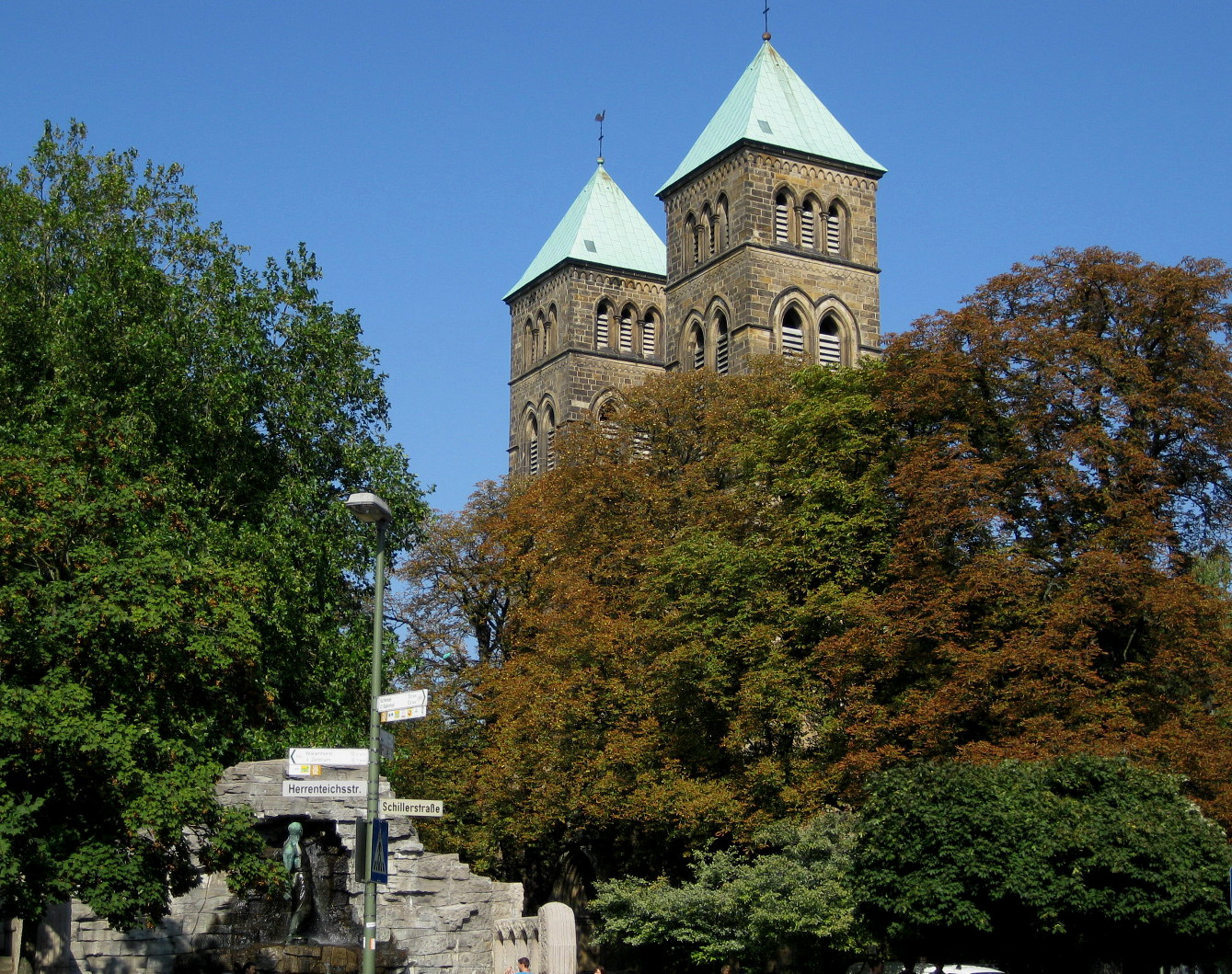
Die Kirche 2009, im Vordergrund der Haarmannsbrunnen

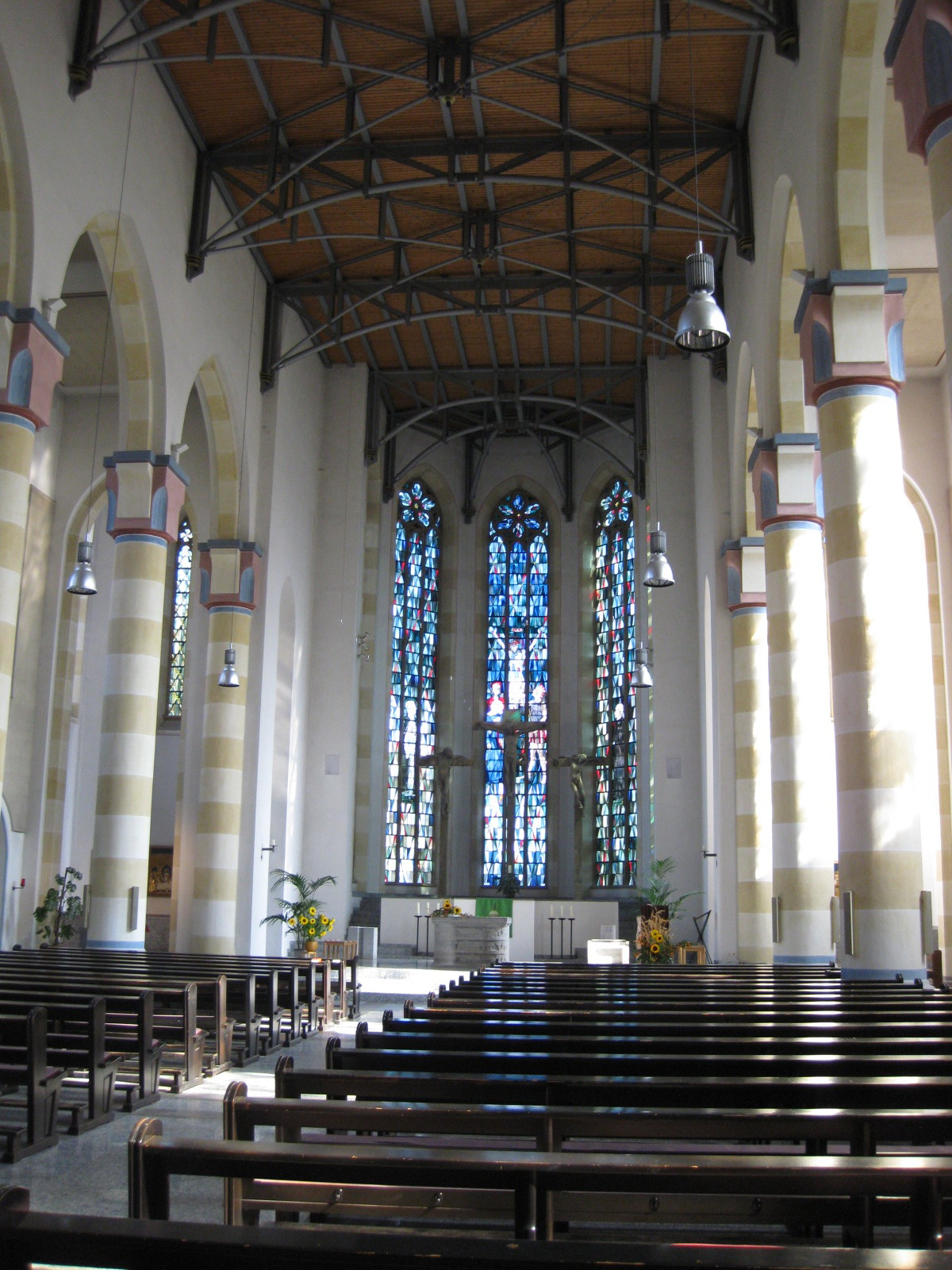
Langschiff mit Stahl-Holz-Deckenkonstruktion, die dem im Zweiten Weltkrieg zerstörten neugotischen Gewölbe nachempfunden ist

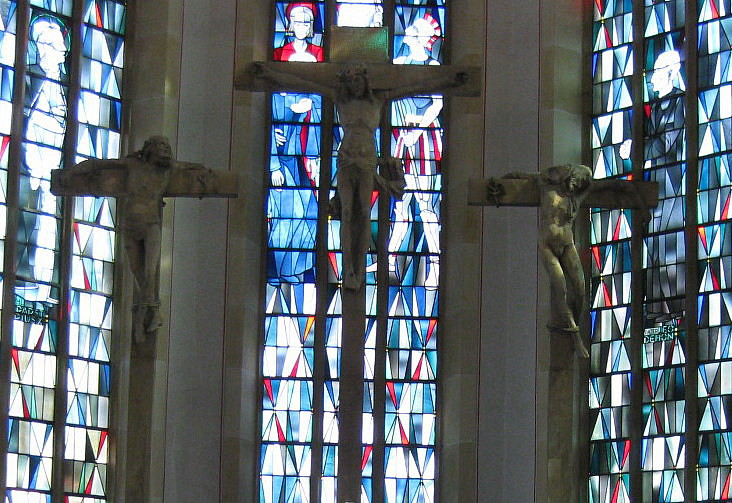
Die Kreuzigungsgruppe Evert van Rodens aus dem 16. Jahrhundert wurde 1990 in die Kirche gebracht

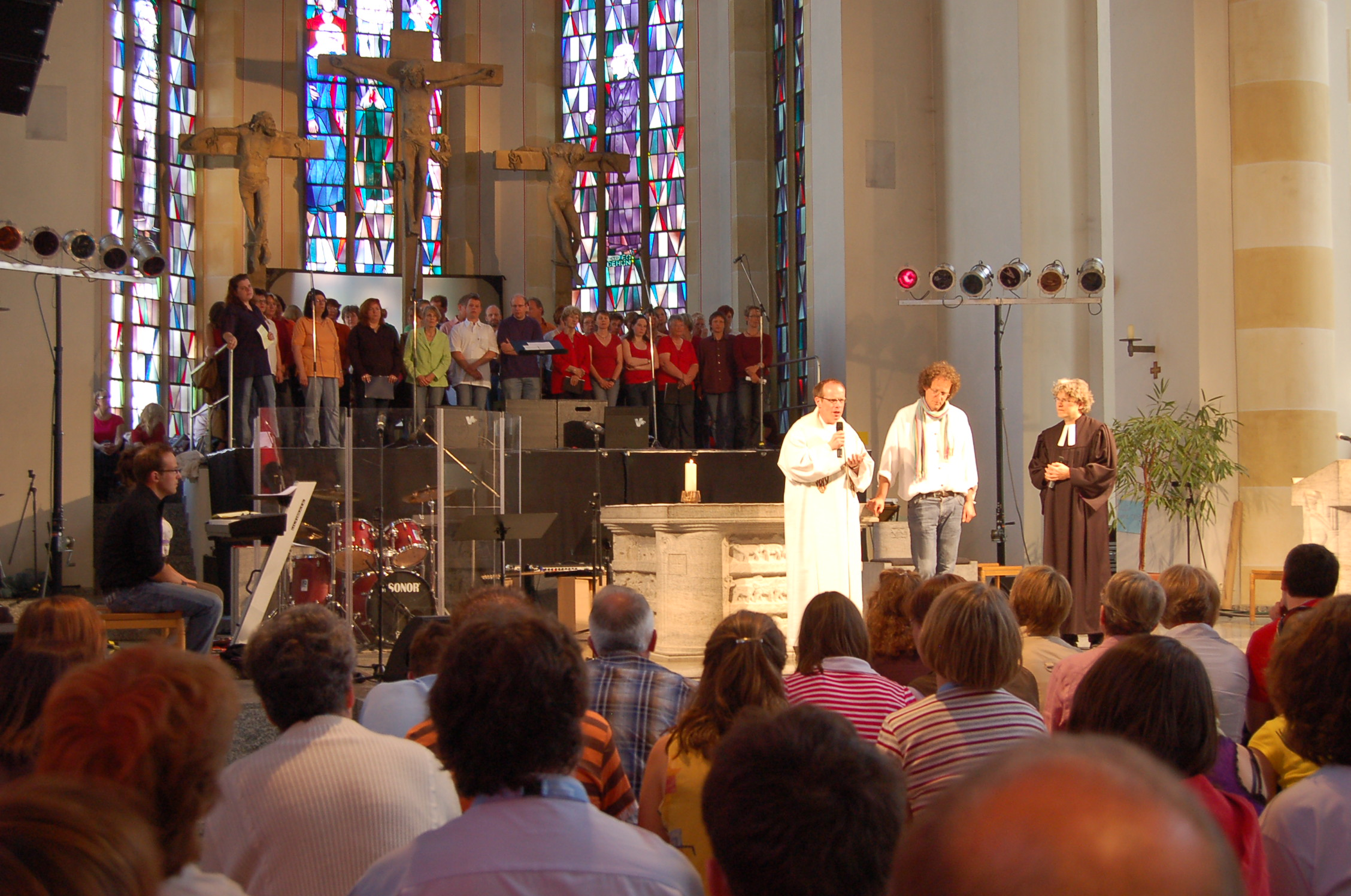
Oekumenischer Jugendgottesdienst während des 97. Deutschen Katholikentags 2008

Die Herz-Jesu-Kirche (ⓘ) ist eine römisch-katholische Kirche in Osnabrück (Niedersachsen).
Sie ist eine Filialkirche des Doms St. Peter. Kunsthistorisch wertvollstes Ausstattungsstück ist eine spätgotische Kreuzigungsgruppe aus dem 16. Jahrhundert des Bildhauers Evert van Roden aus Münster (Westfalen).

## Geschichte

### Bauzeit und erste Ausstattung
Die Herz-Jesu-Kirche war die erste römisch-katholische Kirche, die in Osnabrück nach der Reformation gebaut wurde.
Für den Kirchenbau, der als Schul- und Garnisonskirche dienen und die Kirchengemeinde des Osnabrücker Doms entlasten sollte, stellte die 1891 gründete Domschule Osnabrück ein Grundstück am Herrenteichswall zur Verfügung. 1898 entwarf der Architekt Alexander Behnes die Pläne für die dreischiffige Kirche im Stil der Neugotik. Errichtet wurde die Kirche aus Ibbenbürener Sandstein, der mit Pferdefuhrwerken nach Osnabrück geschafft wurde. Der Rohbau war im Dezember 1899 vollendet; noch fehlten die Doppeltürme. Erste Ansichtspostkarten mit den fertiggestellten Türmen wurden bald nach Fertigstellung der Türme angefertigt. Genutzt wurde die Kirche bereits beim 48. Deutschen Katholikentag, der vom 25. bis 29. August 1901 in Osnabrück stattfand, obwohl die Kirche noch nicht völlig fertiggestellt war.
Am 13. März 1902 wurde die Kirche gesegnet und seither für Gottesdienste genutzt. Der Katholische Arbeiterverein hielt darin Vortragsveranstaltungen ab. Im Oktober 1902 erhielt die Kirche drei Glocken aus der Glockengießerei Petit & Gebr. Edelbrock in Gescher (Münsterland). 1912 wurde die Kirche mit einem Hochaltar des Osnabrücker Bildhauers Heinrich Seling (1843–1912) ausgestattet.

### Zerstörungen im Zweiten Weltkrieg
Die zwei der drei Glocken aus Gescher gingen während des Zweiten Weltkriegs im Jahr 1942 durch eine Metallsammlung verloren, die dritte wurde der Gemeinde belassen. Im selben Jahr begannen schwere Bombenangriffe auf Osnabrück. Bei der ersten Welle am 20. Juni blieb die Kirche im Gegensatz zu umliegenden Gebäuden unbeschädigt. Bei einem schweren Luftangriff am 10. August 1942 geriet der südliche Glockenturm in Brand; die Kirche konnte weiter genutzt werden, jedoch gelangte die verbliebene Glocke in den Pfarrgarten. Weitere Schäden erlitt die Kirche am 18. August und 7. Oktober 1942; die Gemeinde zog in die Gymnasialkirche und die Kapelle des Elisabethhauses um. Die Kirche wurde notdürftig hergerichtet. Am 7. Mai 1944 zerstörte eine Sprengbombe das Dach und das Innere, der Hochaltar wurde geborgen und in der Alten St. Alexanderkirche in Wallenhorst untergebracht. Die Gymnasialkirche wurde am 13. September 1944 zerstört; der Gemeinde wurden 1945 Räume im Haus Wiemann in der Karlstraße zur Verfügung gestellt.

### Wiederherstellung ab 1948
1948 begannen die Arbeiten zur Wiederherstellung der Herz-Jesu-Kirche als Notkirche; den ersten Gottesdienst feierte der Osnabrücker Bischof Hermann Wilhelm Berning am Palmsonntag 1949 mit der Gemeinde. 1953 wurde der Kirchenbauverein gegründet. Die im Krieg zerstörten achteckigen neugotischen Turmhelme wurden durch schlichte Pyramidenhelme ersetzt. Der Bau der neuen Helme wurde zu großen Teilen von Hansi Alpert, einem damaligen Fußballspieler des VfL Osnabrück ausgeführt.
Das zweite Richtfest der Kirche feierte die Gemeinde am 20. Oktober 1954. Die Kirche erhielt einen neuen Opferaltar und als Orgelersatz ein Pedalharmonium. Ende 1954 war der Wiederaufbau vollendet. 1958 schuf der Bildhauer Georg Hörnschemeyer eine St.-Josefs-Statue für die Kirche. 1962 bekam die Kirche einen Kreuzweg und die von dem Bildhauer Friedrich Vornholt aus Osnabrück geschaffene Marienstatue „Mariä Verkündigung“. Der Chor wurde 1969 entsprechend dem Sacrosanctum Concilium des Zweiten Vatikanischen Konzils neu gestaltet. In den 1980er Jahren wurden Schäden am Mauerwerk der Kirche festgestellt. Die Sanierungsarbeiten waren 1983 abgeschlossen.

### Umbau 1989/1990

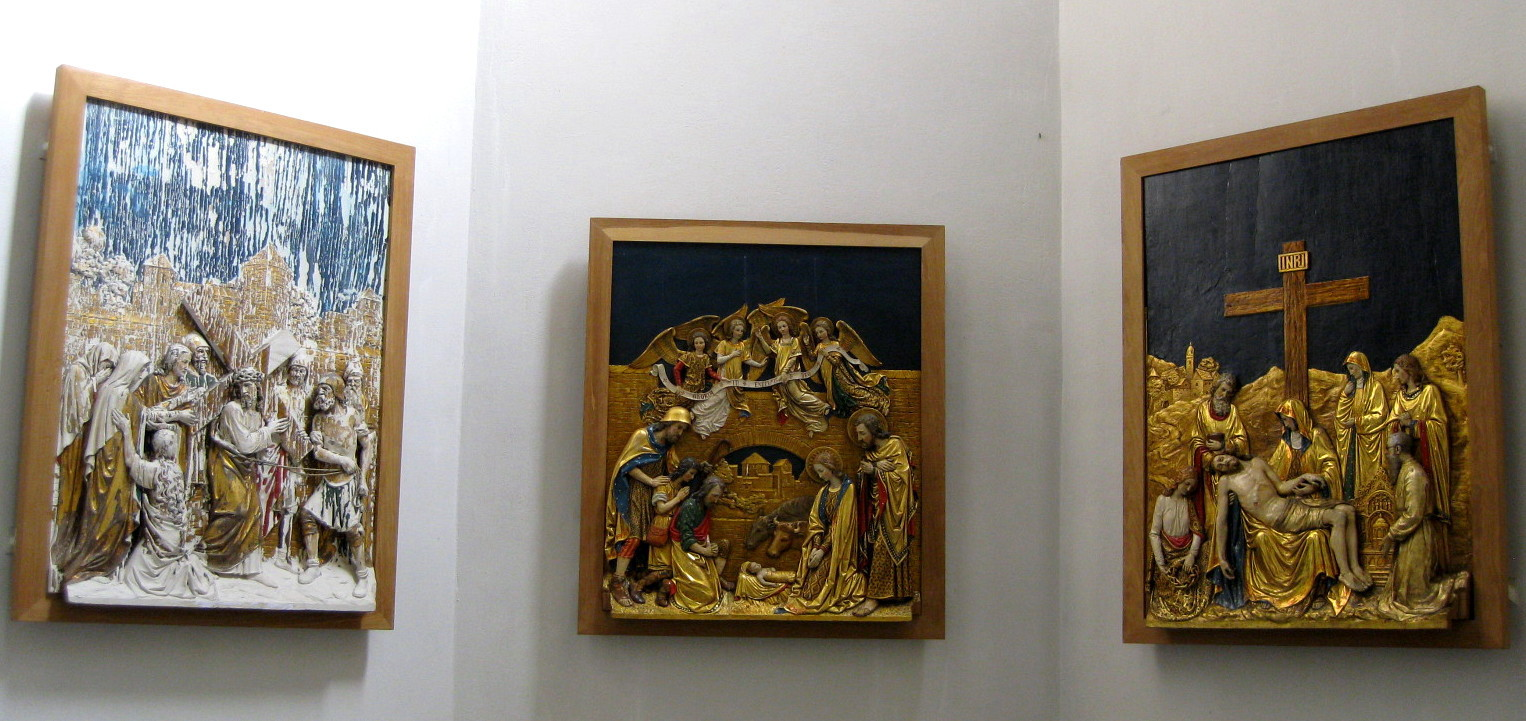
Altartafeln aus dem 1912 geschaffenen Hochaltar von Heinrich Seling (1843–1912)

1989 wurde die Kirche für grundlegende Umbauarbeiten geschlossen. Die Umbaupläne entwarf der Architekt Bruno Braun. Der Innenraum der Kirche wurde völlig neu gestaltet. Der Eingangsbereich wurde mit einer transparenten Wand und verglasten Schwingtüren abgetrennt. Die Taufkapelle erhielt ein Taufbecken des Mülheimer Bildhauers Ernst Rasche. Er schuf auch den Altar, Ambo Tabernakel und Priestersitz des Altarraums, wie die Taufe aus Muschelkalk gefertigt.
Im Hochchor wurde die spätgotische Kreuzigungsgruppe Evert van Rodens aufgestellt, die sich bis dahin an der Gymnasialkirche befunden hatte. Dort wurde sie durch einen Abguss ersetzt. Die sechs holzgeschnitzten Tafeln des früheren Flügelaltars von Heinrich Seling wurden restauriert und im vorderen Bereich der Seitenschiffe angebracht. Sie hatten sich lange Zeit auf der Orgelempore befunden. Die Tafeln zeigen die Stationen des Lebens, Sterbens und der Auferstehung Jesu sowie Benedikt von Nursia, Suitbert, Elisabeth Anna Bayley Seton, Wiho I. auf einer Tafel.
Die hölzerne Kirchendecke der Nachkriegszeit wurde durch eine Stahlkonstruktion ersetzt, die an das ursprüngliche neugotische Gewölbe erinnert. Die Kirche wurde mit einer neuen Heizungsanlage und einem Fußbodenbelag aus Granitplatten ausgestattet. Ludwig Averkamp, damals Bischof des Bistums Osnabrück, konsekrierte den neuen Altar am 16. Dezember 1990 und eröffnete die Kirche neu. Seit der Aufstellung einer neuen Orgel im Jahr 1991 wird die Kirche regelmäßig für Konzerte genutzt.
2002 feierte die Gemeinde das 100-jährige Bestehen der Herz-Jesu-Kirche. 2008 wurden auf den Kirchturmdächern neue Wetterhähne aufgesetzt. Im Mai 2008 fand der 97. Deutsche Katholikentag in Osnabrück statt; die Kirche war wie beim Katholikentag 1901 in die Veranstaltungen eingebunden, etwa mit einem oekumenischen Jugendgottesdienst am 24. Mai 2008.

### Geplante Teil-Umnutzung
Bei einer Revision aller Gebäude des Bistums Osnabrück wurde die Herz-Jesu-Kirche für eine Umnutzung identifiziert. Die Kirche soll auch weiterhin für Gottesdienste zur Verfügung stehen, allerdings nur im Chorbereich. Geplant ist ein gläsernen Lettner, der das Kirchenschiff abtrennt. Der restliche Raum des Kirchengebäudes soll Büroräume der Bistumsverwaltung sowie eine Bibliothek enthalten.

### Restauration der Josephsglocke
Die nach der Metallsammlung 1942 bei der Gemeinde verbliebene Josephsglocke gelangte nach dem 14. Luftangriff auf Osnabrück am 10. August 1942 in den Pfarrgarten. Ob sie aus dem brennenden Glockenturm abstürzte und geborgen worden ist, oder aus dem Turm abgenommen wurde, lässt sich heute nicht mehr rekonstruieren. Ab diesem Zeitpunkt war die Kirche ohne Kirchenglocken. Die Glocke wurde am Anfang des Jahres 2021 durch Gemeindemitglieder vom Pfarrgarten zur Glockengießerei Petit & Gebr. Edelbrock gebracht und restauriert. Nach der Restaurierung wurde sie im Altarraum ausgestellt. Die Kosten der Restaurierung wurde von der Herrenteichslaischaft übernommen.

## Orgel
Zunächst hatte die Kirche eine gemietete Orgel mit neun Registern. 1921 wurde eine von der Osnabrücker Orgelbauwerkstatt Rudolf Haupt gebaute Orgel eingebaut, die 1940 erweitert wurde.
Eine Orgel von Orgelbau Kreienbrink, damals in Osnabrück ansässig, erhielt die Kirche 1960. Sie verfügte über 29 Register auf zwei Manualen und Pedal. 1991 wurde die Kreienbrink-Orgel abgebaut, weil sie Asbest enthielt. Vorübergehend erhielt die Kirche eine elektronische Orgel. Im Sommer 1991 stellte die Firma Sauer eine gebrauchte Orgel auf, die sich zuvor in der Dortmunder Propsteikirche befunden hatte. Sie wurde am 8. September 1991 geweiht. Das Instrument baute Anton Feith, Paderborn, mit folgender Disposition:
| I. Manual C–g3 |       |
| Prinzipal      | 8′    |
| Holzflöte      | 8′    |
| Gemshorn       | 8′    |
| Salicional     | 8′    |
| Oktave         | 4′    |
| Rohrflöte      | 4′    |
| Quinte         | 2 ⁄3′ |
| Superoktave    | 2′    |
| Mixtur IV–V    | 1 ⁄3′ |

| II. Manual C–g3 |                |
| Gedeckt         | 8′             |
| Quintade        | 8′             |
| Prinzipal       | 4′             |
| Blockflöte      | 4′             |
| Nachthorn       | 2′             |
| Sesquialtera    | 2 ⁄3′ + 1 3⁄5′ |
| Zymbel III      | 1⁄2′           |
| Rankett         | 16′            |
| Oboe            | 8′             |

| III. Manual C–g3 |     |
| Gedacktpommer    | 16′ |
| Spitzgamba       | 8′  |
| Rohrflöte        | 8′  |
| Koppelflöte      | 4′  |
| Flachflöte       | 2′  |
| Mixtur V–VI      | 2′  |

| Pedal C–f1   |     |
| Subbaß       | 16′ |
| Zartbaß      | 16′ |
| Oktavbaß     | 8′  |
| Gedecktflöte | 8′  |
| Choralbaß    | 4′  |
| Posaune      | 16′ |

- Anmerkung:

1. ↑  Windabschwächung

- Koppeln: II/I, III/I, III/II, I/P, II/P, III/P